# Rhododendron mucronulatum
Rhododendron mucronulatum Turcz., 1837 è una pianta arbustiva della famiglia delle Ericacee originaria della Corea, della Mongolia, della Russia orientale, del Giappone e di alcune aree della Cina settentrionale.
L'epiteto specifico latino mucronulatum significa "appuntito", riferendosi alla forma della foglia.

## Descrizione
Si tratta di un arbusto deciduo che cresce fino a 1–2 m di altezza, con foglie ellittiche o ellittico-lanceolate che misurano 3–7 cm di lunghezza e 1–3 cm di larghezza. I fiori rosso-porpora compaiono nel tardo inverno o all'inizio della primavera, spesso sui rami spogli prima che si dispieghi il fogliame. Si può trovare nelle regioni boscose ad altitudini pari a 1.600–2.300 m.